# Henaggi
Henaggi, maleno pleme ili banda porodice athapaskan, koji su prema Powersu živjeli na rijeci Smith u sjeverozapadnoj Kaliforniji. Za njih se kaže da su bili veoma neprijateljski raspoloženi prema susjednim srodnim athapaskanskim skupinama. Ugovor s njim sklopljen je 1857., no već na početku 20. stoljeća (Hodge), izgleda da su nestali.
Nazivani su još pod nekoliko varijanti istog imena: Engnas, Hanags, Haynaggi, Haynargee, Hay-narg-ger, Hé-nag-gi, Hé-nar-ger